# Mercedes-Benz eCitaro
A Mercedes-Benz eCitaro a Daimler Buses 2018-ban bemutatott elektromos, városi autóbuszcsaládja, amely a Citarón alapszik.
2020-tól csuklós (eCitaro G), 2024-től pedig midi (eCitaro K) változatban is elérhető a típus.

## Története
2018-ban, a hannoveri IAA Nutzfahrzeuge kiállításon került bemutatásra a Mercedes-Benz Citaro elektromos változata. A típus első megrendelését még abban az évben leadta a Hamburger Hochbahn.
2020-ban jelent meg a típus csuklós változata, amelyből a müncheni MVG rendelt elsőként.
2023-tól a Mercedes-Benz eCitaro fuel cell hidrogén üzemanyagcellás autóbusz is elérhető, 2024 szeptemberében pedig a szóló változat után hat évvel, ugyanúgy az IAA-n bemutatták az eCitaro K-t is.
Jelenleg már több mint ezer szóló, illetve közel ötszáz csuklós példány közlekedik Európa különböző részein, a legnagyobb mennyiségben Hamburgban és környékén, ahol körülbelül kétszáz szóló, illetve száz csuklós eCitaro jár a vonalakon a HHA és a vhh.mobility üzemeltetésében.

## Magyarországon
2021-ben a Volánbusz beszerzett 40 darab eCitarót a budapesti agglomerációs vonalakra. 2022. március 1-jén álltak forgalomba.
A DKV 2022, a Tüke Busz pedig 2023 óta közlekedtet Mercedes-Benz eCitaro autóbuszokat, előbbi vállalat 12, utóbbi pedig 8 darabot.